# Roel Nusse
Roeland "Roel" Nusse (né le 9 juin 1950 à Amsterdam) est professeur à l'université Stanford et chercheur au Howard Hughes Medical Institute . Ses recherches sont déterminantes dans la découverte de la signalisation Wnt, une famille de régulateurs pléiotropes impliqués dans le développement et la maladie .

## Biographie
Nusse obtient son BSc en biologie et son doctorat à l'université d'Amsterdam. Nusse obtient une bourse postdoctorale sous la direction de Harold Varmus à l'université de Californie à San Francisco. En 1982, Nusse et Varmus découvrent le gène Wnt1 .
Après sa bourse postdoctorale, Nusse rejoint l'Institut néerlandais du cancer pour développer les travaux antérieurs sur la voie Wnt et identifier la voie chez les mouches des fruits. En 1990, il rejoint le département de biologie du développement à l'université Stanford. Son laboratoire se concentre actuellement sur le rôle de Wnt dans le développement des cellules souches et la réparation des tissus.
Nusse reçoit le prix Peter Debye de l'université de Maastricht en 2000. Il est membre de l'Académie nationale des sciences des États-Unis, de l'Organisation européenne de biologie moléculaire et de l'Académie royale néerlandaise des arts et des sciences (depuis 1997) . Il est membre de l'Académie américaine des arts et des sciences . Il remporte un Breakthrough Prize en 2017 . En 2020, il reçoit le Prix Gairdner .